# Amanti mai
Amanti mai è il primo album del gruppo musicale italiano I Panda, pubblicato dall'etichetta discografica RCA nel 1974.

## Tracce
1. Amanti mai
2. Un altro sole
3. Ed era amore
4. Il tuo silenzio
5. Hai capito anche tu
6. Addormentata
7. Le scarpe di tela
8. Prigioniera
9. La tua ingenuità
10. Finalmente libera

## Formazione
- Osvaldo Pizzoli (voce, flauto e sax)
- Marco Colombo (tastiere e voce)
- Mario Dalla Stella (chitarre)
- Giovanni Lomazzi (basso e voce)
- Gianni Durini (batteria e voce)